# Muscari erdalii
Muscari erdalii ist eine Pflanzenart aus der Gattung der Traubenhyazinthen (Muscari) in der Familie der Spargelgewächse (Asparagaceae).

## Beschreibung
Die Zwiebel ist kugelförmig und hat einen Durchmesser von 20 bis 30 Millimeter. Die äußeren Zwiebelhäute sind papierartig und elfenbeinbraun, die mittleren sind häutig und cremefarben und die inneren sind durchsichtig und häutig. Die vier bis sechs Blätter sind fast ausgebreitet, mit sichelförmigem Erscheinungsbild, lineal-lanzettlich, 15 bis 20 Zentimeter × 5 bis 10 (selten bis 15) Millimeter groß, länger als der Schaft, rinnenförmig, blaugrün, mit rauem Blattrand und spitzem bis stumpfem Blattende. Der Schaft ist kräftig, 15 bis 20 (selten ab 13 bis 27) Zentimeter lang und kürzer als die Blätter oder selten ungefähr genauso lang.
Der Blütenstand ist eine lockere, zylindrische Traube, die aus 40 bis 60 Blüten besteht und 8 bis 12 × 3 bis 5 Zentimeter misst. Die Blütenstiele der fertilen Blüten sind kräftig, waagrecht bis fast abstehend und 12 bis 15 Millimeter lang. Sie sind 1,5- bis 2-mal so lang wie das Perigon und während der Fruchtreife mit einer Länge bis 16 Millimeter kaum verlängert. Die fertilen Blüten sind in der Blütenknospe grünlich, während der Blütezeit 9 bis 11 × 3 bis 4 Millimeter groß, schmal länglich-verkehrtkegelförmig, grünlich elfenbeinfarben. Die Schultern sind sehr kantig. Die Blütenzipfel sind schwärzlich, zurückgebogen und 0,5 Millimeter groß. Die äußeren und die inneren Staubfäden sind 1 Millimeter lang. Die Staubbeutel sind schwärzlich und 1 bis 1,5 Millimeter groß. Der Pollen ist gelb. Der Fruchtknoten ist 2,5 Millimeter groß und eiförmig. Der Griffel ist 1 Millimeter groß und die Narbe getüpfelt. Die Stiele der sterilen Blüten sind blass violett, waagrecht abstehend bis aufsteigend, 10 bis 20 Millimeter lang. Sie sind 1,5- bis 2-mal so lang wie die sterilen Blüten oder länger. Die sterilen Blüten sind schmal röhrenförmig, 3 bis 9 Millimeter groß, weißlich bis blass violett mit bräunlich-schwarzen Zipfeln und nach unten gebogen. Die Kapseln sind eiförmig bis kreisförmig, dreilappig, stumpf bis spitz, 12 bis 18 × 10 bis 15 Millimeter groß und blaugrün. Die Fruchtklappen sind zusammengedrückt. Je Kapsel sind zwei Samen vorhanden. Diese sind 2,5 Millimeter breit, eiförmig, gerunzelt und schwarz.
Die Blütezeit reicht von Mai bis Juni.
Muscari erdalii ist diploid mit einer Chromosomenzahl von 2n = 18.

## Vorkommen
Muscari erdalii ist in der türkischen Provinz Mersin endemisch und nur von der Typuslokalität und deren Umgebung in der Nähe der Stadt Mut bekannt. Die Art kommt in der mediterranen pflanzengeographischen Region vor und wächst an felsigen Hängen in Höhenlagen von 1189 bis 1640 Meter.

## Systematik
Muscari erdalii wurde 2013 von den türkischen Botanikern Serpil Demirci und Neriman Özhatay erstbeschrieben. Sie ist nach dem Botaniker Erdal Kaya benannt. Sie gehört zur Untergattung Leopoldia und ähnelt Muscari tenuiflorum und Muscari babachii.

## Belege
- Serpil Demirici, Neriman Özhatay, Mine Koçyiğit: Muscari erdalii (Asparagaceae, Scilloideae), a new species from Southern Turkey. In: Phytotaxa. Band 154, Nr. 1, 2013, S. 38–46, doi:10.11646/phytotaxa.154.1.2.